# Science Fiction and Fantasy Writers of Japan
Science Fiction and Fantasy Writers of Japan, ou SFWJ (nom officiel japonais : 日本SF作家クラブ, Nihon SF Sakka Club) est une organisation des personnes liées à la science-fiction ou la fantasy, professionnelles ou semi-professionnelles. Il a été fondé en 1963 comme un club d'amitié, mais c'est maintenant une association générale incorporée depuis le 24 août 2017.

## Mission
Le SFWJ a les trois missions.
- SFWJ promeut l'amitié mutuelle des membres.
- SFWJ crée des prix tels que le Grand prix Nihon SF.
- SFWJ gère diverses activités en relation avec les prix ci-dessus.

## Histoire
SFWJ a été fondé le 5 mars 1963 à Shinjuku, Tokyo, Japon. Les membres fondateurs sont les onze personnes suivantes : Takashi Ishikawa, Sakyo Komatsu, Tetsurō Kawamura, Morihiro Saitō, Hakukō Saitō, Ryo Hanmura, Masami Fukushima, Shinichi Hoshi, Ryu Mitsuse, Yū Mori (Hiroshi Minamiyama) et Tetsu Yano. Ils étaient des écrivains, des traducteurs et des éditeurs en relation avec SF.
Il n'y avait pas de président dans le SFWJ dans la première période. Au lieu de cela, un chef du secrétariat était un représentant du club.
En 1976, Shin'ichi Hoshi était devenu le premier président du club.

## Liste des présidents et secrétaires en chef du SFWJ
| N   | Durée       | Président              | N   | Secrétaire              | Remarque    |
| --- | ----------- | ---------------------- | --- | ----------------------- | ----------- |
| -   | 1963 - ?    | -                      | 1er | Ryō Hanmura (JA)        | 1963 - ?    |
| -   | ? -1973     | -                      | 2e  | Shōji Ōtomo (JA)        | ? -1973     |
| -   | 1973 - 1975 | -                      | 3e  | Tadashi Kōsai (JA)      | 1973 - 1977 |
| 1er | 1976 - 1977 | Shinichi Hoshi (JA)    | 3e  | Tadashi Kōsai (JA)      | 1973 - 1977 |
| 2e  | 1978 - 1979 | Tetsu Yano (JA)        | 4e  | Taku Mayumura (JA)      |             |
| 3e  | 1980 - 1983 | Sakyo Komatsu (JA)     | 5e  | Yasutaka Tsutsui (JA)   |             |
| 4e  | 1984 - 1985 | Yasutaka Tsutsui (JA)  | 6e  | Aritsune Toyota JA)     |             |
| 5e  | 1986 - 1987 | Aritsune Toyota (JA)   | 7e  | Kōji Tanaka JA          |             |
| 6e  | 1988 - 1991 | Kōji Tanaka (JA)       | 8e  | Chiaki Kawamata (JA)    | 1988 - 1989 |
| 6e  | 1988 - 1991 | Kōji Tanaka (JA)       | 9e  | Masaki Yamada (JA)      | 1990 - 1990 |
| 6e  | 1988 - 1991 | Kōji Tanaka (JA)       | 10e | Jun'ya Yokota (JA)      | 1991 - 1991 |
| 7e  | 1992 - 1993 | Chiaki Kawamata (JA)   | 11e | Haruka Takachiho (JA)   |             |
| 8e  | 1994 - 1995 | Baku Yumemakura (JA)   | 12e | Kazuhito Morishita (JA) |             |
| 9e  | 1996 - 1999 | Gō Nagai (JA)          | 13e | Haruka Takachiho (JA)   |             |
| 10e | 1999 - 2001 | Mariko Ōhara (JA)      | 14e | Eiichirō Saitō (JA)     |             |
| 10e | 1999 - 2001 | vice Mari Kotani (JA)  | 14e | Eiichirō Saitō (JA)     |             |
| 11e | 2001 - 2003 | Chōhei Kanbayashi (JA) | 15e | Yōichi Shimada (JA)     |             |
| 12e | 2003 - 2005 | Masaki Yamada (JA)     | 16e | Yasuhiro Takeda (JA)    |             |
| 13e | 2005 - 2007 | Kōshū Tani (JA)        | 17e | Tsukasa Tōno (JA)       |             |
| 14e | 2007 - 2009 | Haruka Takachiho (JA)  | 18e | Saori Kumi (JA)         |             |
| 15e | 2009 - 2011 | Motoko Arai (JA)       | 19e | Masahiko Inoue (JA)     |             |
| 16e | 2011 - 2013 | Hideaki Sena (JA)      | 20e | Mamoru Masuda (JA)      |             |
| 17e | 2013 - 2015 | Tsukasa Tōno (JA)      | 21e | Naohiko Kitahara (JA)   | 2013 - 2014 |
| 17e | 2013 - 2015 | Tsukasa Tōno (JA)      | 22e | Hiroyuki Morioka (JA)   | 2014 - 2016 |
| 18e | 2015 -      | Taiyō Fujii (JA)       | 22e | Hiroyuki Morioka (JA)   | 2014 - 2016 |
| 18e | 2015 -      | Taiyō Fujii (JA)       | 23e | Yūko Itō (N/A)          | 2016 -      |